# Шарлін ван Снік
Шарлін ван Снік  (фр. Charline Van Snick, 2 вересня 1990) — бельгійська дзюдоїстка, олімпійська медалістка.

## Виступи на Олімпіадах
| Олімпіада   | Дисципліна         | Місце |
| ----------- | ------------------ | ----- |
| Лондон 2012 | надлегка категорія | 3     |
| Ріо 2016    | надлегка категорія | 9     |